# Cirugía endoscópica transluminal a través de orificios naturales

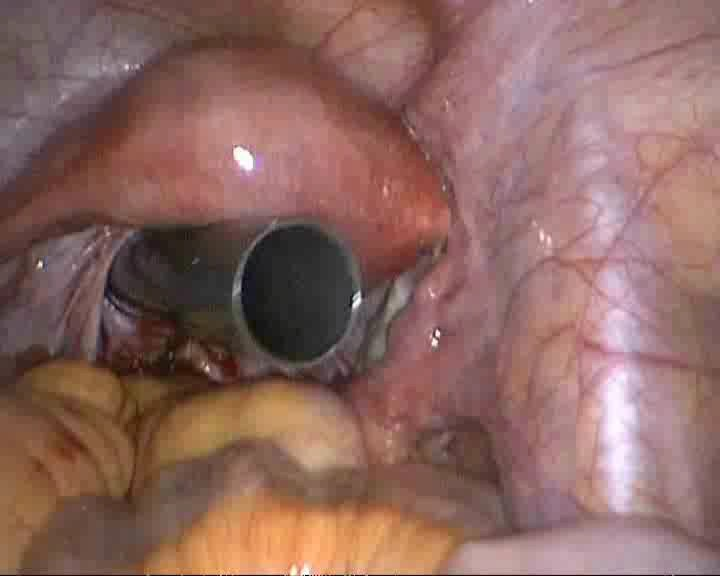

Definida como acrónimo de "Natural Orifice Translumenal Endoscopic Surgery" ("Cirugía endoscópica transluminal por orificios naturales"), el término NOTES engloba a una gama de procedimentos endoscopico-quirúrgicos que tienen el potencial de ser menos invasivos que la cirugía laparoscópica. Es una técnica quirúrgica experimental, según la cual puede realizarse cirugía abdominal sin incisiones en la piel. Mediante un endoscopio se llega a la cavidad abdominal pasando a través de un orificio natural (vulva, boca, uretra, ano, etc.) y luego a través de una incisión interna en el fondo de saco de la vagina, el estómago, la vejiga [1] o el colon, evitando así cualquier incisión o cicatriz externa. [2] 

## Estado de la Investigación
Esta técnica se ha utilizado para procedimientos diagnósticos y terapéuticos en modelos animales y muy recientemente se ha introducido su práctica en humanos. 
El acceso NOTES transvaginal parece ser el más seguro y viable para la aplicación clínica. A principios de marzo de 2007, el Grupo de Investigación NOTES de Río de Janeiro, Brasil, dirigido por el Doctor Ricardo Zorron, realizó la primera serie de colecistectomías transvaginales NOTES en cuatro pacientes, con base en los estudios experimentales anteriores. Más tarde el mismo mes, el Dr. Marc Bessler realizó con éxito una colecistectomía transvaginal híbrida con 3 puertos abdominales laparoscópicos en el Presbiterian Hospital de Nueva York.
El Dr. Marescaux , de las EITS - IRCAD Estrasburgo, Francia, ha realizado (probablemente) la primera colecistectomía NOTES pura en un paciente a principios de abril de 2007 usando sólo una Veress aguja como único puerto en el abdomen. Con un menor número de complicaciones potenciales, el procedimiento tiene la desventaja de ser posible únicamente en las mujeres. La primera colecistectomía NOTES transvaginal híbrida realizada en España fue llevada a cabo por los Dres. José F. Noguera, Angel Cuadrado y Carlos Dolz en el Hospital Son Llàtzer de Palma de Mallorca el 10 de octubre de 2007.
El acceso NOTES transgástrico fue realizado inicialmente en animales por investigadores de la Universidad Johns Hopkins (Dr. Anthony Kalloo), y recientemente se ha comunicado una apendicectomía transgastrica en el ser humano en la India (por los Dres. GV Rao y N. Reddy). El 25 de junio de 2007 el Dr. Lee Swanstrom y sus colegas informaron de las primeras colecistectomías vía transgastrica en humanos. La primera colecistectomia NOTES transgastrica realizada en España fue llevada a cabo por los Dres. Antonio de Lacy y Salvadora Delgado en el Hospital Clinic de Barcelona el 14 de noviembre de 2007.
El acceso transvesical y transcolonico han sido defendidos por algunos investigadores como más adecuados para el abordaje abdominal superior de estructuras que son a menudo más difíciles de alcanzar mediante una vía transgástrica  . Un grupo de Portugal  utiliza abordajes transgástricos y transvesicales combinados para aumentar la factibilidad de los procedimientos de moderada complejidad, tales como la colecistectomía . 
Los investigadores en este campo reconocen el potencial de esta técnica para revolucionar el campo de la cirugía mínimamente invasiva mediante la eliminación de incisiones en la pared abdominal. NOTES podría ser el próximo gran cambio de paradigma en la cirugía, como la laparoscopia fue el principal cambio durante los años 1980 y 1990. Las ventajas potenciales incluyen menores requisitos de la anestesia, la recuperación más rápida y más corta estancia en el hospital, que se eviten las complicaciones potenciales de la herida como infecciones o hernias; menor inmunosupresión, mejor confort postoperatorio y función pulmonar, así como la posibilidad de una cirugía abdominal sin cicatrices ni incisiones. Los críticos ven en esta técnica un desafío a la seguridad y ventajas mínimas respecto de otras opciones quirúrgicas mínimamente invasivas tales como la cirugía laparoscópica.

## NOSCAR
La American Society for Gastrointestinal Endoscopy (ASGE) y la Society of American Gastrointestinal Endoscopic Surgeons (SAGES) organizaron un grupo de trabajo de cirujanos y gastroenterólogos en 2006 para desarrollar estándares para la práctica de esta nueva técnica. Este grupo es conocido como el Natural Orifice Surgery Consortium for Assessment and Research (NOSCAR). Dicho grupo elaboró un Libro Blanco sobre NOTES que fue publicado simultáneamente en dos revistas médicas, en mayo de 2006. En este documento se identifican los principales ámbitos de la investigación necesarios para abordar la cirugía NOTES antes de que pueda convertirse en una alternativa viable para la aplicación clínica en los pacientes. Estas áreas incluyen el desarrollo de una técnica fiable para el cierre interno de las incisiones en el caso del abordaje transgástrico, la prevención de la infección, y la creación de herramientas avanzadas de cirugía endoscópica.

## NESA / NOS
Paralelamente al grupo de trabajo NOTES (Natural Orifice transluminal Endoscopic Surgery) que se concentra principalmenteen el acceso peritoneal transgastrico, la New European Surgical Academy (NESA) fundó la NOS (Natural Orifice Surgery –Cirugía de Orificios Naturales-), grupo de trabajo que está estudiando otras vías quirúrgicas como la Transdouglas. 
La diferencia de términos no es casual. T en NOTES significa transluminal. NOS incluye la cirugía NOTES porque se refiere a todos los procedimientos quirúrgicos empleados a través de todas las aberturas naturales como la boca, la nariz, la uretra y la vagina. 
La NESA ha diseñado un nuevo dispositivo quirúrgico, la Transdouglas Endoscopic Device (TED) adaptado a la anatomía pélvica en la mujer. El TED es una gran múltiples canales instrumento flexible que permite procedimientos quirúrgicos en la parte superior del abdomen (colecistectomía, biopsia hepática, esplenectomía, etc), así como en la pelvis (histerectomía, cistectomía, etc) mediante una única entrada. 
Los miembros del grupo de trabajo europeo NOS son científicos de renombre internacional, fisiólogos, farmacólogos y cirujanos de diferentes disciplinas. La primera reunión fue el 23 de junio de 2006 en Berlín. Ya se han realizado simulaciones de diferentes procedimientos y los estudios preclínicos se iniciarán en breve. La NESA cree firmemente que en el futuro el nuevo enfoque de utilizar las aberturas naturales y las técnicas más "tradicionales" de las operaciones laparoscópicas deberán complementarse.